# Kampung Dalam (Bilah Hulu)
Kampung Dalam is een bestuurslaag in het regentschap Labuhan Batu van de provincie Noord-Sumatra, Indonesië. Kampung Dalam telt 4741 inwoners (volkstelling 2010).